# Alles moet weg (soundtrack)
Alles moet weg is de soundtrack van de gelijknamige film uit 1996. Het album werd geschreven en gezongen door de Belgische rockband Noordkaap.

## Achtergrond
In de zomer van 1996 kreeg Noordkaap de vraag om een soundtrack te schrijven voor de boekverfilming Alles moet weg van regisseur Jan Verheyen. De groep nam voor het album onder meer het nummer "Stealing Song" op, dat ook als single werd uitgebracht. Het was het eerste Engelstalige nummer van Noordkaap.
Ook het nummer "Jazz & Grazz" werd als single uitgebracht. De hoes van de single werd ontworpen door Daan Stuyven.

## Nummers
1. Picture This – 1:20
2. The Benefit Of Being Tony – 3:14
3. Gouache Bervoets – 0:14
4. Stealing Song – 2:56
5. Guten Empfang – 4:25
6. Triest – 4:14
7. Swingerij – 1:02
8. Taverne Sex / Love The Way You Shave Your Legs! – 2:01
9. Jazz & Grazz – 2:58
10. Force Transit – 2:14
11. Alles Roest Weg – 3:46
12. Walserij – 0:38
13. Histoire Sans Fin – 3:27
14. Ramsj – 5:51

## Medewerkers
Noordkaap
- Stijn Meuris – zang
- Lars Van Bambost – gitaar
- Vincent Pierins – basgitaar
- Nico Van Calster – drum
- Wim De Wilde – toetsen

Overige
- Mark Thijs – producent
- Wim De Wilde – producent
- Louis Jans – geluidstechniek